# Maison de l'avocat des pauvres
La maison de l'avocat des pauvres est un édifice civil de la ville de Nîmes, dans le département du Gard et la région Languedoc-Roussillon. Il est classé monument historique depuis 2003.
Le bâtiment a hébergé la fondation de l'Avocaterie des Pauvres, un établissement de bienfaisance qui logeait un avocat pour défendre les pauvres aux tribunaux de Nîmes.

## Localisation
L'édifice est situé dans le centre-ville de Nîmes, 16 rue Fresque. Il possède également une façade sur la rue de l'Étoile et une autre, sur la rue Louis Raoul. Il est en fait composé de deux bâtiments distincts qui ont été réunis.

## Historique
- 1449 : Louis Raoul, bachelier ès-lois, achète sa maison.
- 1460 : Louis Raoul lègue sa maison au profit d'un avocat des pauvres et ses biens pour que les pauvres, veuves et orphelins soient défendus gratuitement.
- 1484 jusqu'au début du XXe siècle : l'avocat des pauvres y a habité[1].
- 13 juin 2003 : protection par classement au titre des monuments historiques[1].

## Avocats des pauvres
- 1484 : Rolland Capon, premier titulaire[2]

[...]
- 1748-1764 : Bertrand Roque[3]
- 1764-1793 : Pierre Roque[3]
- 1793-1809 : Jean Dupin[3]
- 1809-1826 : ? Alaux
- 1827-1848 : Prosper Manse[4]
- 1848[5]-1864 : Édouard Drouot[6]
- 1864-1896 : Paul Manse[4]
- 1898-1923 : Maurice de Montaut[4]
- 1924-1946 : Armand Anjalras[4]
- 1947-1949 : Joseph Espitalié[4]
- 1950-1972 : Jean Labat[4]
- 1973-1983 : André Galy[4]
- 1983-2004 : Jean-Pierre Floutier[4]
- depuis 2004 : la fonction est assurée par le bâtonnier de l'ordre des avocats de Nîmes[4].